# Laimons Gaigals
Laimons Gaigals, né Laimons Eduards Gaigals le 24 mai 1922 à Riga (Lettonie) et mort le 3 février 1990 dans cette ville, est un cadreur et réalisateur letton principalement spécialisé dans le tournage de films documentaires. 

## Biographie
Laimons Gaigals est né à Riga dans la famille de Pēteris Gaigals et Anna Druvaskalns. Il avait deux sœurs - Velta et Austra, et trois frères - Vilnis, Talivaldis et Andis.
En 1936, il travaille à l'atelier cinématographique de Mālmanis. En 1939, dans le studio du film documentaire de l'entreprise VEF. Il est diplômé de l'université populaire de Lettonie (en letton : Latvijas Tautas universitāte) en 1940, et commence à travailler au studio cinématographique de Riga (renommé plus tard Riga Film Studio). Lors de l'occupation allemande, il part pour Berlin où il étudie à l'école des cadreurs de 1943 à 1944. Gaigals s'engage dans l'armée allemande. Il devient correspondants de guerre de l'unité SS-Standarte Kurt Eggers (en) . À la fin de la guerre, de 1945 à 1948 il travaillait dans le studio du cinéma documentaire à Riga.
Au mois d'avril 1948, Gaigals qui vivait à ce moment au numéro 11 rue Avotu à Riga fut arrêté et condamné à dix ans pour les crimes de guerre. Il est déporté à Norilsk dans le kraï de Krasnoïarsk, en Russie. Après avoir effectué sa peine, il retourne à Riga où il travaille à Riga Film Studio. Pendant sa carrière, Gaigals a réalisé environ 1500 épisodes des séries de communication télévisuelle, notamment Padomju Latvija, et plus de 90 documentaires. Il a reçu une médaille de l'Union cinématographique de Lettonie en 1988 pour l'ensemble de son œuvre et le prix spécial au festival du cinéma letton Lielais Kristaps pour son film Vai plankumi vēsturē balti ? la même année.
Laimons Gaigals était marié à Velta Petersone et a eu quatre enfants - Viesturs P. "Vic" Gaigals (22.10.1943.-15.1.2014.), Janis, Martins et Vija.

## Filmographie partielle
- Sarkanā migla (Konstantīns Tumilis, 1942) - cadreur
- Eduards Smiļģis (avec Imants Krenbergs, 1967) consacré à Eduards Smiļģis, le fondateur du théâtre Dailes  - cadreur[8]
- Vai plankumi vēsturē balti? (1988)
- Latvijas laikā (1989)